# Ойген-Генріх Блеєр
Ойген-Генріх Блеєр (Eugen-Heinrich Bleyer; 20 листопада 1896, Майнц — 18 березня 1979, Бад-Тельц) — німецький воєначальник, генерал-лейтенант вермахту (20 липня 1944). Кавалер Лицарського хреста Залізного хреста.

## Біографія
13 серпня 1914 року вступив в лейб-піхотний полк «Велика герцогиня» (3-й великогерцогський гессенський) №117. Учасник Першої світової війни, з 8 жовтня 1914 року бився на Західному фронті. Після війни командував ротою фрайкору «Гессен». 11 листопада 1919 року прийнятий в рейхсвер, служив в 36-му, потім — в 15-му піхотному полку. 
З 26 серпня 1939 по 16 лютого 1940 року — командир 2-го батальйону 355-го, з 15 березня 1940 року — 1-го батальйону 36-го, з 17 березня 1941 року — 279-го піхотного полку. 24 квітня 1943 року відправлений в командний резерв, пройшов курс командира дивізії. З 1 жовтня 1943 по 4 вересня 1944 року — командир 258-ї, з 1 жовтня 1944 року — 181-ї піхотної дивізії. 15 травня 1945 року взятий в полон югославськими військами. В 1949 році засуджений до страти, пізніше вирок був замінений на 18 років ув'язнення. 22 травня 1952 року звільнений.

## Нагороди
- Залізний хрест
  - 2-го класу (5 жовтня 1915)
  - 1-го класу (13 серпня 1916)
- Медаль «За відвагу» (Гессен) (17 жовтня 1915)
- Військовий почесний знак в залізі (22 серпня 1917)
- Нагрудний знак «За поранення» в золоті
- Німецький імперський спортивний знак
- Почесний хрест ветерана війни з мечами (15 січня 1935)
- Медаль «За вислугу років у Вермахті»
  - 4-го, 3-го і 2-го класу (18 років; 2 жовтня 1936) — отримав 3 нагороди одночасно.
  - 1-го класу (25 років)
- Медаль «За Атлантичний вал»
- Застібка до Залізного хреста
  - 2-го класу (27 січня 1940)
  - 1-го класу (16 червня 1940)
- Орден Хреста Свободи 2-го класу з мечами (23 вересня 1941)
- Лицарський хрест Залізного хреста (24 грудня 1941)
- Медаль «За зимову кампанію на Сході 1941/42» (22 серпня 1942)
- Відзначений у Вермахтберіхт (15 лютого 1944)
- Орден «За заслуги перед Федеративною Республікою Німеччина», офіцерський хрест (17 серпня 1967) — за активну громадську діяльність в різних соціальних проєктах.[1]